# Nadine Paunovic
Nadine Paunovic (* 30. April 1903 in Sarajevo; † 3. August 1981 in Klosterneuburg) war eine österreichische Politikerin (ÖVP) und Mittelschuldirektorin. Sie war von 1945 bis 1949 Abgeordnete zum österreichischen Nationalrat.
Paunovic entstammte einer altösterreichischen katholischen Offiziersfamilie und besuchte nach der Volksschule eine Lehrerbildungsanstalt. Sie studierte Deutsch und Englisch an der Philosophischen Fakultät der Universität Wien, wo sie 1929 promovierte. Zudem legte sie 1930 die Lehramtsprüfung für Mittelschulen ab. Sie war als Mittelschullehrerin tätig, wurde jedoch 1938 fristlos entlassen. In der Folge arbeitete sie in einer Miederfabrik und gab Privatunterricht. Nach dem Zweiten Weltkrieg wurde sie Mittelschuldirektorin in Wien (GRG 12 Erlgasse) und zur Hofrätin ernannt. Paunovic war in der christlichen Arbeiter- und Angestelltenbewegung aktiv und vertrat die ÖVP vom 19. Dezember 1945 bis zum 8. November 1949 im Nationalrat. Sie war zudem von 1945 bis 1949 in der Bundesleitung der Österreichischen Frauenbewegung tätig.